# Kazimierz Sokołowski (1892–1963)
Kazimierz Sokołowski (ur. 18 stycznia 1892 w Krasnosiółce, zm. 22 marca 1963 w Warszawie) – podpułkownik piechoty Wojska Polskiego.

## Życiorys
Urodził się 18 stycznia 1892 we wsi Krasnosiółka, w ówczesnym powiecie hajsyńskim guberni podolskiej, w rodzinie „mieszczańskiej z guberni wołyńskiej” jako syn Cypriana. Był katolikiem.
1 września 1910 wstąpił do Czugujewskiej Szkoły Wojskowej. 6 sierpnia 1913, po ukończeniu szkoły, został mianowany podporucznikiem ze starszeństwem z 6 sierpnia 1912 i wcielony do 73 krymskiego pułku piechoty w Winnicy na stanowisko młodszego oficera 4 kompanii. W szeregach macierzystego pułku walczył podczas I wojny światowej. 23 września 1914 pod Przemyślem został ranny. Awansował porucznika.
1 marca 1919 został przyjęty do Wojska Polskiego z byłych I, II i III Korpusów Polskich oraz armii rosyjskiej z zatwierdzeniem posiadanego stopnia majora ze starszeństwem od dnia 7 listopada 1918 i przydzielony z dniem 16 lutego 1919 do Wojskowej Straży Granicznej. 6 czerwca 1919 został zatwierdzony z dniem 6 marca 1919 na stanowisku dowódcy II dywizjonu 3 pułku Wojskowej Straży Granicznej (3 marca 1920 przemianowany na 3 pułk Strzelców Granicznych). 29 października 1920 pełnił służbę w 9 pułku Strzelców Granicznych na stanowisku zastępcy dowódcy. 8 stycznia 1921 ogłoszono dekret z 21 grudnia 1920 o jego przeniesieniu do 9 pułku Strzelców Granicznych na stanowisko dowódcy szwadronu szkolnego. 12 marca 1921 został przeniesiony do 38 pułku piechoty w Przemyślu z równoczesnym odkomenderowaniem do Dowództwa 2 Dywizji Jazdy.
3 maja 1922 został zweryfikowany w stopniu majora ze starszeństwem od 1 czerwca 1919 i 476. lokatą w korpusie oficerów piechoty. 10 lipca 1922 został przeniesiony do 67 pułku piechoty w Brodnicy i zatwierdzony na stanowisku dowódcy II batalionu detaszowanego w Toruniu. W maju 1927 został przeniesiony do 62 pułku piechoty w Bydgoszczy na stanowisko zastępcy dowódcy pułku. 24 grudnia 1929 prezydent RP nadał mu z dniem 1 stycznia 1930 stopień podpułkownika w korpusie oficerów piechoty i 1. lokatą. W październiku 1931 został przeniesiony do 7 Okręgowego Urzędu Wychowania Fizycznego i Przysposobienia Wojskowego w Poznaniu na stanowisko kierownika. Na tym stanowisku pozostawał do września 1939. W czasie kampanii wrześniowej był kwatermistrzem Grupy Operacyjnej gen. Knolla-Kownackiego. W latach 1940–1945 przebywał w niemieckiej niewoli, w Oflagu VII A Murnau.
Zmarł 22 marca 1963 w Warszawie i został pochowany na cmentarzu Powązkowskim (kwatera A 4, rząd 3, grób 1–2).
Był żonaty z Marią z Krassowskich (1892–1984), z którą miał córkę Izabellę (1920–1944), po mężu Flatau i syna Romualda Janusza (1925–1944).

## Ordery i odznaczenia
- Krzyż Kawalerski Orderu Odrodzenia Polski – 11 listopada 1934 „za zasługi w służbie wojskowej”[33][34]
- Złoty Krzyż Zasługi – 10 listopada 1938 „za zasługi na polu wychowania fizycznego i przysposobienia wojskowego”[35][36]
- Srebrny Krzyż Zasługi[24]
- Medal Pamiątkowy za Wojnę 1918–1921
- Medal Dziesięciolecia Odzyskanej Niepodległości

25 kwietnia 1933 Komitet Krzyża i Medalu Niepodległości odrzucił wniosek o nadanie mu tego odznaczenia „z powodu braku pracy niepodległościowej”.
rosyjskie
- Order Świętego Włodzimierza 4 stopnia z mieczami i kokardą – 17 września 1915[6]
- Order Świętej Anny 3 stopnia z mieczami i kokardą – 23 grudnia 1915[6]
- Order Świętego Stanisława 3 stopnia z mieczami i kokardą – 4 marca 1915[6]
- Order Świętej Anny 4 stopnia z napisem na szabli „Za odwagę” – 4 marca 1915[6]